# Сейдозеро
Сейдозеро (кильд. саам. Се̄ййдъяввьр) — озеро в Ловозерских тундрах на Кольском полуострове. Сейд в переводе с саамского означает «священный». Длина Сейдозера — 8 км, ширина — от 1,5 до 2,5 км; расположено оно на высоте 189 м над уровнем моря. Площадь озера — 10,9 км2.
В озеро впадает горная река Эльморайок, вытекает река Сейдъяврйок, которая несёт свои воды в Ловозеро.
В Мурманской области расположены ещё минимум 3 озера, носящие название Сейдозеро или Сейдъявр.

## Сейдозеро в паранауке
По мнению ряда писателей-фантастов и уфологов, одно из предполагаемых мест существования гиперборейской цивилизации. Искатели неизведанного изучают эти места с 1922 года; именно тогда сюда отправилась экспедиция Александра Барченко — врача, оккультиста, а по ряду свидетельств, сотрудника ОГПУ, которое серьезно интересовалось различными психическими феноменами, в частности, мерячением или арктическим психозом, случаи которого были отмечены и на Кольском полуострове. Экспедиция открыла ряд артефактов, на основании которых Барченко и сделал заявление о находке Гипербореи. Выдвинутая гипотеза нашла много оппонентов, в их числе был и академик Александр Ферсман, который занимался изучением и геологоразведкой этого края.
В 1938 году Барченко был расстрелян как враг народа, и поиски Гипербореи временно прекратились. Возобновлены они были в 1997 году стараниями доктора философских наук Валерия Дёмина, который организовал к Сейдозеру новую экспедицию «по следам» Барченко. Некоторые находки экспедиции Барченко так и не были обнаружены, зато появились новые открытия. Для их более подробного изучения и поиска новых артефактов Дёмин организовал новые экспедиции в 1998 и в 2001 годах с привлечением большого количества специализированной техники и различных экспертов: от специалистов по геофизике и опытных дайверов для изучения дна озера до экстрасенсов.
Новые поиски прекратились после смерти Дёмина, так и не оставив после себя каких-либо весомых научных доказательств о существовании Гипербореи. Зато Сейдозеро обрело всероссийскую и даже мировую славу. Ежегодно сюда направляются тысячи туристов, считающих его «местом силы» и желающих посмотреть на артефакты. В частности, на знаменитое изображение Куйвы, скала с которым находится на берегу озера.